# Aeroportul Buffalo Range
Aeroportul Buffalo Range (IATA: BFO, ICAO: FVCZ) este un aeroport din Zimbabwe ce deservește zona Chiredzi.
Situat la o altitudine de 433 m, aeroportul dispune de o singură pistă.